# Empyray
Empyray — армянская рок-группа, исполняющая на армянском и английском языках и выступающая в жанрах хард-рок и восточный метал.

## История
Empyray была образована в 1994 году Саргисом Манукяном и Кареном Арзуманяном. До 1997 года группа провела около 50 концертов. Широкое признание группа получила в 2005 году. Рок-группа записала свой дебютный сольный CD-альбом «Sev u Spitak», состоящий из 13 треков, в собственной студии в 2006 году. После этого Empyray получила национальную музыкальную премию «Лучшая рок-группа» Армении.Затем последовали многочисленные премии,включая"Лучший Рок-Альбом" Армении(USA 2007).   В 2008 году вышел их официальный DVD «Evolution» с записью их гала-концерта в Ереване в октябре 2007 года. В 2009 году вышел их второй студийный альбом «Hur e».В 2010 году группа вновь получает премию «Лучшая рок-группа» Армении (Москва 2010),а 3 ноября 2011 года отмечает релиз своего третьего студийного альбома «Մեկընդմիշտ» (Мекэндмишт - Раз и навсегда). 

## Дискография

### Студийные альбомы
- 2006 - Empyray (Эмпирей)
- 2009 - Հուր է (Хур э/Огонь)
- 2011 - Մեկընդմիշտ (Мекэндмишт - Раз и навсегда)

### DVD
- 2008 - Evolution (Эволюция) - Live DVD

### Видеоклипы
- 2006 - Դու չկաս (Нет тебя)
- 2007 - Այնտեղ (Там)
- 2007 - Սև ու սպիտակ (Чёрное и белое)
- 2009 - Հուր է (Огонь)
- 2010 - Մոտ է ավարտը (Конец близок)
- 2011 - Մեկընդմիշտ (Раз и навсегда)
- 2015 - Ապրիլյան (Апрельское)